# Rio da Prata (navio)
Rio da Prata foi um navio de guerra do tipo brigue-escuna operado pela Armada Imperial Brasileira. Foi construído no Arsenal de Marinha de Belém, no Pará, e incorporado em 1823. Possuía 23,16 metros de comprimento, 6,40 metros de boca e 3,04 metros de pontal, e estava armada com dez caronadas de calibre 12. Durante as campanhas de independência do Brasil, a embarcação serviu como transporte de suprimentos e prisioneiros portugueses. Na campanha da  Cisplatina, participou no bloqueio a Buenos Aires em 1825, e no Combate de Corrales em 1826. Ao longo de 1826 e 1827, participou de diversas ações no Prata. Em 24 de agosto de 1828, o navio estava sob o comando do Primeiro-Tenente Joaquim Marques Lisboa – futuro Almirante e Marquês de Tamandaré, Patrono da Marinha do Brasil – quando auxiliou no apresamento do Corsário argentino Gobernador Dorrego. Foi desarmado em 1830.